# تخطيط عن مرض السكري

## مخطط عن مرض السُكري.
سيتم توفير النقاط المهمة ونظرة عامة حول موضوع مرض السُكري (السُكري الكاذب - نوع من أنواع السُكري - غير مدرج أدناه). 
مرض السُكري - هو من مجموعة الأمراض التي لها علاقة بعمليات الأيض، حيث يُعاني الشخص من ارتفاع مستوى السكر في الدم، إما يكون السبب من البنكرياس عند عدم قدرته على إفراز كميات كافية من الأنسولين، أو بسبب عدم قدرة الخلايا على التعامل مع الأنسولين المفرز؛ بحيث يُسمى في  هذه الحالة «مُقاوِمة للأنسولين».
ينتج عن زيادة نسبة السُكر بالدم؛ الأعراض الكلاسيكية للتبول (التبول المتكرر  - زيادة عدد مرات التبول- )، العَطش الشديد (زيادة العَطش)، و النَهم (زيادة الشعور بالجُوع).

## ما هو نوع مرض السُكري من الأمراض؟
يمكن وصف مَرض السُكري على أنه : 
-فئة من الأمراض التي لها علاقة بعمليات الأيض.
    °فئة الأمراض الجهازية.

## أنواع مرض السُكري.
*مرض السُكري الأولي - مرحلة قبل السُكري -. 
*أنواع مرض السُكري الرئيسية:
1)مرض السُكري من النوع الأول - مرض ينتج منه تدمير المناعة لخلايا بيتا المنتجه للأنسولين في البنكرياس. 
2)مرض السُكري من النوع الثاني - مرض يحدث بسبب اضطراب بعمليات الأيض يُميزه ارتفاع في نسبة الغلوكوز بالدم ومنه يسبب انخفاض نسبة الأنسولين. 
°مرض الثراء - مرض السُكري من النوع الثاني هو من أحد أمراض الثراء؛ وهي أمراض تشمل الأمراض المزمنة وغير المُعدية ومن الممكن أن يعتمد على أنماط الحياة الشخصية والظروف المجتمعية التي تعتمد على التنمية الاقتصادية وتكون عوامل خطِرة. 
ويوجد أيضاً نوع آخر لأمراض السُكري وهو : سُكري الحمل؛ هو حالة مؤقتة من المرض ويتم تشخيصه كمرض السُكري من النوع الأول والنوع الثاني، الذي يؤدي إلى ارتفاع مستوى السكر في الدم، إذ ينطوي عليه احتمالية إصابة كل من الأم والطفل بمرض السُكري المزمن. 
**وهناك أنواع أُخرى من مرض السُكري :
-مرض السُكري الخَلقي. 
-مرض السُكري المرتبط بالتليف الكيسي. 
-مرض السُكري الستيرويد. 
-مرض السُكري الأُحادي.

## علامات وأعراض مرض السُكري.
× أعراض مرض السُكري الأولي - لا يوجد له أعراض وعلامات مميزة، لذا يجب على المرضى معرفة ومراقبة أعراض وعلامات مرض السُكري من النوع الثاني.
× علامات وأعراض مرض السُكري من النوع الثاني.
حيث تشمل:
-الجوع المستمر.
-فقدان الوزن غير المبرر.
-أو زيادة في الوزن.
-انفلونزا، يتضمن الضعف والتعب.
-عدم وضوح بالرؤية. (ضعف بالرؤية)
-بُطء في التئام الجروح وشفاء الكدمات.
-خدر ووخز أو ضعف بالإحساس باليدين والقدمين. 
-الالتهابات الجلدية. 
-الالتهابات المهبلية أو التهابات المثانة. 
-شمّ رائحة الأسيتون (DKA).

## أسباب مرض السُكري.
-أسباب مرض السكري من النوع الأولي:
أسباب الوراثية. 
-أسباب مرض السكري من النوع الثاني:
إما لأسباب وراثية أو لأسباب نمط الحياة المختلف.

## منع مرض السُكري. (الوقاية منه)
الوقاية من السكري من النوع الأول : لا توجد حاليًا طريقة معروفة للوقاية من مرض السُكري من هذا النوع. 
الوقاية من السكري من النوع الثاني :
ينطوي على نمط حياة معين مع نظام روتيني أو رعاية ذاتية يتضمن ما يلي:
-الحفاظ على وزن صحي. 
-التغذية السليمة. 
-تمرين بدني منتظم، بالإضافة إلى المساعدة في الحفاظ على وزن صحي، فإن التمارين البدنية القوية النشطة تزيد من حساسية الخلايا للأنسولين، وبالتالي يمكن أن تمنع مقاومة الأنسولين للغلوكوز. 
-الأدوية، أثبتت الأدوية الخاصة أنها قادرة على منع مرض السكري من النوع  الثاني. 
ومع ذلك، يمكن تأخير المرض في كثير من الأحيان من خلال التغذية السليمة وممارسة التمارين الرياضية بانتظام.

## علاج مرض السُكري.
العلاج بالأنسولين. 
× النظام الغذائي منخفض الكربوهيدرات. 
° الكربوهيدرات. 
  السكريات الأحادية، (الكربوهيدرات البسيطة). 
° دليل الأنسولين، (مؤشر الأنسولين في الدم). 
° دليل السُكري، (مؤشر نسبة السكر في الدم). 
° نسبة السكر الكُلية في الدم. 
~ البرامج الغذائية منخفضة الكربوهيدرات. 
-حِمية اتكينز. 
     °تغذية اتكينز. 
     °روبرت أتكينز، (أخصائي تغذية). 
° وليام بانتنج. 
° ريتشارد ك. بيرنشتاين. 
° النظام الغذائي لمرضى السكري، (منخفض الكربوهيدرات). 
° منتجات الآيس كريم المتطورة، (سمارت كارب). 
° نظام غذائي مولد للكيتون. 
° نظام غذائي قليل الزيادة لنسبة السكر في الدم. 
° اللحوم، جميع حِميات اللحوم، -لا يُنصح بها من قِبل خبراء التغذية بشكل عام-.
° حمية مونتيجناك. 
° نظام غذائي خال من الكربوهيدرات. 
° حمية بريتيكن. 
° نودلز شيراتاكي. 
° حِمية ستيلمان.